# Ottone I del Monferrato
Ottone I degli Aleramici (... – 991) appartenente alla dinastia franca degli  Aleramici. Fu il terzo figlio (e secondo sopravvissuto) del marchese Aleramo I di Savona e del Monferrato. Co-regna la marca del Monferrato insieme al fratello maggiore Anselmo I di Savona  per un tempo brevissimo a causa della sua morte improvvisa. 
É il capostipite del ramo cosiddetto "ottoniano" degli Aleramici, cioè i marchesi del Monferrato e d'Occimiano.

## Biografia
Ottone fu il terzo figlio del marchese Aleramo I di Savona e del Monferrato e, come i due fratelli, della lui prima moglie (il cui nome di Adelasia appare secoli dopo per la sola autorità di Iacopo d'Acqui). Vene documentato per la prima volta insieme al padre, la matrigna (Gerberga d'Ivrea) e il fratello Anselmo nell'atto di fondazione dell'abbazia di Grazzano (961) in cui il fratello primogenito Guglielmo vene già nominato come difunto.
Dopo la morte del padre in torno al 969 l'intera Marca Aleramica venne sottoposta all'autorità del fratello maggiore Anselmo I di Savona (secondogenito ma maggiore sopravvissuto dopo la morte senza eredi del primogenito Guglielmo II). 

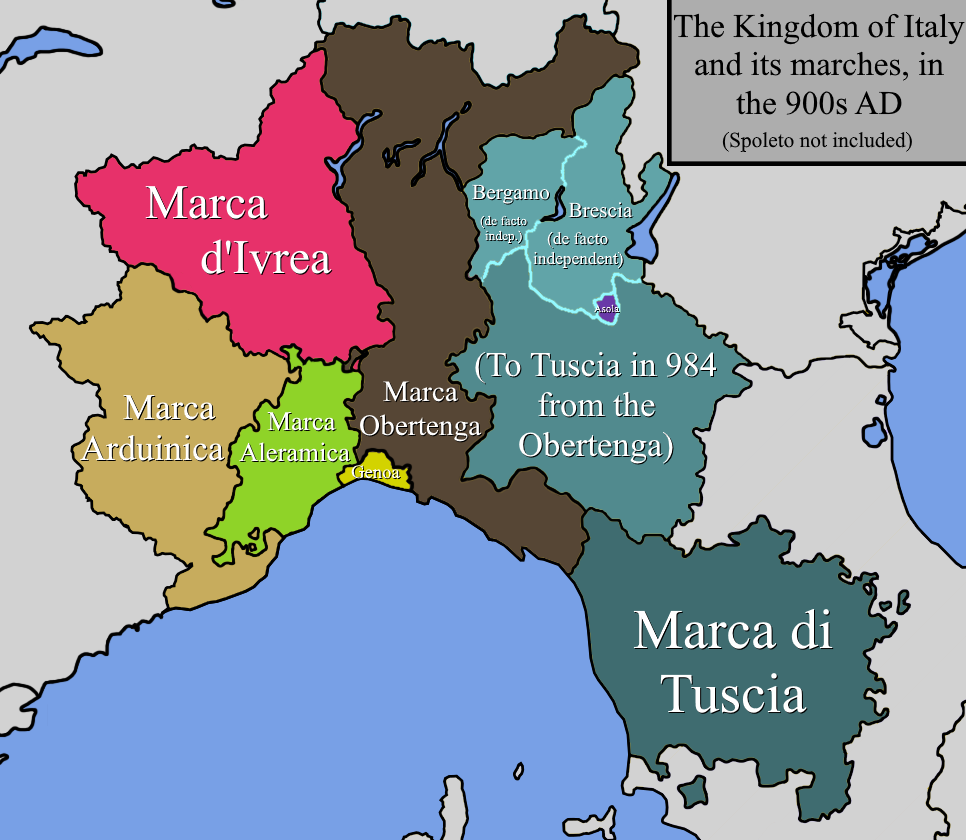
La Marca Aleramica nel X secolo

Risulta anche nominato Marchese insieme al fratello Anselmo I nel 991, ma il suo co-regno durò pochissimo a causa della sua morte sopraggiunta quello anno stesso. Il fratello riprende da solo l'amministrazione dell'intera Marca Aleramica nonostante la posteriore attribuzione della corte secondaria del Monferrato al nipote Guglielmo III (figlio di Ottone), stesso che governa assieme allo zio Anselmo, capostipite dei marchesi di Savona.

## Discendenza
Dal matrimonio con la moglie di ignoto, nacquero due figli:
- Guglielmo III (970 – 1042) («fWilielmus et Riprandus germanis, filio bone memorie Oddoni»)[1], succedette al padre nella marca del Monferrato;
- Riprando  («fWilielmus et Riprandus germanis, filio bone memorie Oddoni»)[1]
- Otta («filia quondam Oddoni»)[2][1]
- Gualderada («filia quondam Oddonis qui fuit marchio»).[2][1]